# قرار مجلس الأمن التابع للأمم المتحدة رقم 2104
قرار مجلس الأمن التابع للأمم المتحدة رقم 2104، المتخذ بالإجماع في 29 مايو 2013.

## روابط خارجية
- نص القرار في undocs.org